# Aleisanthiopsis
Aleisanthiopsis es un género de plantas con flores perteneciente a la familia Rubiaceae. Contiene solamente dos especies. Ambas especies son endémicas de Borneo en el territorio indonesio.

## Especies
- Aleisanthiopsis distantiflora (Merr.) Tange - Kalimantan
- Aleisanthiopsis multiflora Tange - Kalimantan[2]